# Tolna alboapicata
Tolna alboapicata là một loài bướm đêm trong họ Erebidae.